# Denbigh
Denbigh es una localidad situada en el condado de Denbighshire, en Gales (Reino Unido), con una población estimada a mediados de 2016 de 8470 habitantes.
Se encuentra ubicada al noreste de Gales, cerca de la costa de la mar de Irlanda y a poca distancia al oeste de la ciudad inglesa de Liverpool.